# Bálint Kopasz
Bálint Kopasz (Szeged, 20 de junho de 1997) é um canoísta húngaro, campeão olímpico.

## Carreira
Kopasz conquistou a medalha de ouro nos Jogos Olímpicos de Verão de 2020 em Tóquio na prova de K-1 1000 m masculino com o tempo de 3:20.643 minutos. Nos Jogos Olímpicos de Verão de 2024, em Paris, conquistou a medalha de bronze na competição do K-1 1000 m masculino, com o tempo de 3:25.68 minutos na final.